# 小林英夫 (言語学者)
小林 英夫（こばやし ひでお、1903年1月5日 - 1978年10月5日）は、日本の言語学者、東京工業大学名誉教授。

## 人物
東京府出身。1927年東京帝国大学言語学科卒。1928年、ソシュールの『一般言語学講義』（仏: Cours de linguistique générale）を『言語学原論』として世界にさきがけて翻訳する。1929年京城帝国大学講師、1932年助教授（ギリシア語、言語学）、敗戦により東京に引き揚げ、1946年京都帝国大学文学博士。1948年東京工業大学教授（フランス語、言語学）、1950年名古屋大学教授兼任。1963年東工大を定年となり名誉教授、早稲田大学教授、1973年退職。1978年、腸癌のため死去。墓所は九品仏浄真寺。

## 著書

### 単著
- 一般文法成立の可能性について その序説 （刀江書院 1932年）
- 一般文法の原理 批判的解説 （岩波書店 1932年）
- 言語学方法論考 （三省堂 1935年）
- 言語と文体 （三省堂 1937年）
- 言語学通論 （三省堂 1937年）
- 言語研究 態度篇、問題篇 （三省堂 1938年）
- 文体雑記 （三省堂 1942年）
- 文体論の建設 （育英書店 1943年）
- 文体論の美学的基礎づけ （筑摩書房 1944年）
- 文体美学 （創元社 1947年（小林英夫選集 第1巻））
- ことばの感覚 こばやしひでお （古明地書店 1948年）
- 未来の国語設計者 国語問題管見 （振鈴社 1948年）
- ショパン （ダヴイッド楽社 1948年（楽聖選書））
- 文体論の理論と実践 （八雲書店 1948年）
- 言語学の基礎概念 （振鈴社 1948年）
- 言語美学序説 （創元社 1949年（小林英夫選集 第2巻））
- ことばの反省 こばやしひでお （大洋図書 1950年）
- 言語美学 こばやしひでお （友文社 1957年）
- 実践言語学 こばやしひでお （友文社 1957年）
- 美学的文体論 新訂版 （広済堂出版 1970年）
- 小林英夫著作集 （全10巻 みすず書房 1975年-1977年）
- 淡彩詩編 （みすず書房 1977年11月）

### 翻訳
- 言語学原論 （ソッシュール 岡書院 1928年 のち岩波書店）
- 生活表現の言語学 （シャルル・バイイ 岡書院 1929年）
- 誤用の文法 機能言語学的研究 （アンリ・フレエ 春陽堂 1934年 のちみすず書房）
- 言語美学 （カルル・フォスレル（フォスラー） 小山書店 1935年 のちみすず書房）
- 言語活動と生活 （シャルル・バイイ 岩波文庫 1941年）
- ロシヤ文学史 （エリヤスベルグ 宮下義信共訳 筑摩書房 1943年）
- 言語研究・現代の問題 （養徳社 1945年）
- 一般文法の原理 （イエルムスレウ 三省堂 1958年）
- 一般言語学とフランス言語学 （シャルル・バイイ 岩波書店 1970年）
- 一般言語学講義 （フェルディナン・ド・ソシュール （改版）岩波書店 1972年）
- アルネ （ビョルンソン 岩波文庫 1975年）
- ウズ・ルジアダス ルシタニアの人びと （ルイス・デ・カモンイス 池上岑夫・岡村多希子共訳 岩波書店 1978年10月）
- 歌劇「ドン・ジョヴァンニ」 （ロレンツォ・ダ・ポンテ 日本放送出版協会 1978年2月（オペラ対訳選書））
- 20世紀言語学論集 （みすず書房 2000年12月）